# أنيتا ألين
أنيتا ألين (بالإنجليزية: Anita Allen) هي متسابقة خماسي حديث أمريكية، ولدت في 1977.

## معرض صور

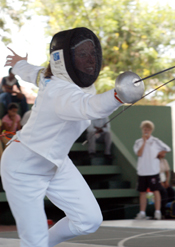
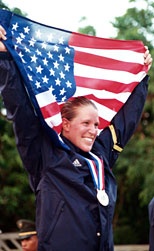
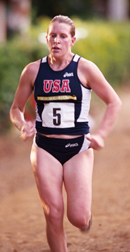

## روابط خارجية
- أنيتا ألين على موقع الاتحاد الدولي للخماسي الحديث (الإنجليزية)
- أنيتا ألين على موقع اللجنة الأولمبية الدولية (الإنجليزية)
- أنيتا ألين على موقع أوليمبيديا (الإنجليزية)